# Flipkart
Flipkart — компания, занимающаяся электронной коммерцией, штаб-квартира в Бангалоре, Индия. Была основана в октябре 2007 года Сачином Бансалом и Бинни Бансалом (хотя учредители и имеют одинаковую фамилию, однако не являются родственниками). Компания запустила в Индии собственную линию продукции под названием «DigiFlip», в которую вошли планшеты, флешки, и сумки для ноутбуков. по Состоянию на апрель 2017 года, компания была оценена в $11,6 миллиардов. Но уже в мае 2018 года была оценена в $20 миллиардов.
9 мая 2018 Walmart анонсировал приобретение 77 % акций компании за $16 млрд, при условии одобрения регулятором.